# Phyllodactylus sentosus
Espèce
Statut de conservation UICN

 CR B2ab(ii,iii,iv,v) : 
En danger critique
Phyllodactylus sentosus est une espèce de geckos de la famille des Phyllodactylidae.

## Répartition et habitat
Cette espèce est endémique de la région de Lima au Pérou. Elle vit dans les déserts côtiers.

## Publication originale
- Dixon & Huey, 1970 : Systematics of the lizards of the Gekkonid genus Phyllodactylus on mainland South America. Los Angeles County Museum Contributions in Science, no 192, p. 1-78.